# Armata pentru eliberarea Palestinei
Armata pentru Eliberarea Palestinei (AEP) a fost aparent stabilită ca aripa militară a Organizației pentru Eliberarea Palestinei (OEP), la summit-ul Ligii Arabe 1964 (Alexandria), cu misiunea de a lupta împotriva Israelului. Cu toate acestea, nu a fost niciodată sub controlul efectiv OEP, ci mai degrabă a fost controlată de către diferitele guvernele gazdă ale sale, de obicei, Siria.